# Bari International Film Festival
Il Bif&st-Bari International Film&Tv Festival è il festival internazionale del cinema e della cultura audiovisiva fondato nel 2009 da Felice Laudadio e diretto dal 2025 dal giornalista e critico cinematografico Oscar Iarussi.
Il Bif&st, prodotto dalla Fondazione Apulia Film Commission, è finanziato da Regione Puglia, con il sostegno di MiC – Direzione Generale Cinema e Audiovisivo, e SIAE, in collaborazione con il Comune di Bari, con il contributo di Fondazione Petruzzelli, Camera di Commercio di Bari, con il patrocinio di Università degli Studi di Bari “Aldo Moro”, Politecnico di Bari, Accademia di Belle Arti di Bari, CIHEAM Bari.

## Storia
Il Bif&st-Bari International Film&TV Festival nasce nel 2009 da un'idea di Felice Laudadio, che lo ha diretto fino all'edizione 2024. Ettore Scola ne è stato il presidente dall'edizione 2011 all'edizione 2016. A lui è subentrata dall'edizione 2017 e fino al 2020 la regista  Margarethe von Trotta, alla quale è succeduto fino al 2024 il regista Premio Oscar Volker Schlöndorff. La storia del Bif&st è ampiamente narrata nel volume Per chi suona la cultura di Felice Laudadio (Edizioni Sabinae 2023, pp. 486) e nel libro Un'avventura chiamata Bif&st di Angela Bianca Saponari (Adda Editore 2019, pp. 128).
Le edizioni svolte sono le seguenti:
- 2009 (edizione "zero") – dal 12 al 17 gennaio
- 2010 (prima edizione) – dal 23 al 30 gennaio
- 2011 (seconda edizione) – dal 22 al 29 gennaio
- 2012 (terza edizione) – dal 24 al 31 marzo
- 2013 (quarta edizione) – dal 16 al 23 marzo
- 2014 (quinta edizione) – dal 5 al 12 aprile
- 2015 (sesta edizione) – dal 21 al 28 marzo
- 2016 (settima edizione) – dal 2 al 9 aprile
- 2017 (ottava edizione) – dal 22 al 29 aprile
- 2018 (nona edizione) – dal 21 al 28 aprile
- 2019 (decima edizione) – dal 27 aprile al 4 maggio
- 2020 (undicesima edizione) – dal 22 al 30 agosto 2020
- 2021 (dodicesima edizione) – dal 25 settembre al 2 ottobre
- 2022 (tredicesima edizione) – dal 26 marzo al 2 aprile
- 2023 (quattordicesima edizione) – dal 24 marzo al 1º aprile
- 2024 (quindicesima edizione) – dal 16 al 23 marzo
- 2025 (sedicesima edizione) – dal 22 al 29 marzo

## Le sezioni dell'edizione 2025
Il programma artistico del Bif&st 2025 si articola in tredici sezioni:
- MERIDIANA: sezione in concorso con i film provenienti dai Paesi del bacino del Mediterraneo.
- PER IL CINEMA ITALIANO
- INCONTRI DI CINEMA
- RETROSPETTIVA NANNI MORETTI
- FOCUS A24
- POMERIGGIO AL PETRUZZELLI
- ROSSO DI SERA
- IL SEGRETO DELL'ATTRICE
- DOPPIO TESTO
- FRONTIERE
- A SUD
- SARÒ BREVE (CORTOMETRAGGI)
- EVENTI SPECIALI

## L'edizione zero, 2009
Nel 2009 si è tenuta l'edizione zero, dal 12 al 17 gennaio, con il nome di Festival di Bari per il cinema italiano (ItaliaFilmFest) e la partecipazione di circa 150 cineasti, superando i 17 500 spettatori in cinque giorni di programmazione.

### Le giurie
Le due giurie popolari dell'ItaliaFilmFest sono state presiedute da Michele Placido (categoria lungometraggi) e da Corso Salani (categoria documentari).

### Tributi e retrospettive
Nel programma sono stati previsti tributi e retrospettive a Ettore Scola (sono stati proiettati 18 suoi film), Nino Rota (per il trentennale della sua morte), Gianni Amelio, Tonino Guerra ed Ennio De Concini (sono stati proiettati 9 film da lui sceneggiati).
Le tre anteprime dell'edizione zero del Festival:
- La casa sulle nuvole di Claudio Giovannesi;
- Piede di Dio di Luigi Sardiello;
- L'ultimo crodino di Umberto Spinazzola.

Il premio "Fellini 8 ½" di questa edizione è stato assegnato a Sergio Rubini, Ettore Scola, Laura Morante, Tonino Guerra e Michele Placido.

### I premi del 2009[6]
- Premio Franco Cristaldi per il produttore del miglior film a Nicola Giuliano per il film Il divo di Paolo Sorrentino;
- Premio Mario Monicelli per la migliore regia a Paolo Sorrentino per il film Il divo;
- Premio Tonino Guerra per il miglior soggetto a Roberto Saviano per il film Gomorra di Matteo Garrone;
- Premio Suso Cecchi D'Amico per la migliore sceneggiatura a Paolo Sorrentino per il film Il divo di Paolo Sorrentino;
- Premio Gian Maria Volonté per il miglior attore protagonista a Silvio Orlando per i film Il papà di Giovanna di Pupi Avati;
- Premio Anna Magnani per la migliore attrice protagonista a Donatella Finocchiaro per il film Galantuomini di Edoardo Winspeare;
- Premio Ennio Morricone per il miglior compositore delle musiche a Teho Teardo per il film Il divo di Paolo Sorrentino;
- Premio Giuseppe Rotunno per il miglior direttore della fotografia a Luca Bigazzi per il film Il divo di Paolo Sorrentino;
- Premio Dante Ferretti per la migliore scenografia a Lino Fiorito per il film Il divo di Paolo Sorrentino;
- Premio Roberto Perpignani per il miglior montatore a Marco Spoletini per il film Gomorra di Matteo Garrone;
- Premio Piero Tosi per il miglior costumista a Daniela Ciancio per il film Il divo di Paolo Sorrentino;
- Premio Michelangelo Antonioni per il miglior film di cortometraggio a Bab Al Samah - La porta del perdono di Francesco Sperandeo;
- Premio Vittorio De Seta per il miglior documentario a Below sea level di Gianfranco Rosi;
- Premio Francesco Laudadio per la miglior opera prima a Pa-ra-da di Marco Pontecorvo;
- Menzione speciale al documentario Come un uomo sulla terra di Andrea Segre, Riccardo Biadene e Dagmawi Yimer.

## Prima edizione, 2010
La prima edizione si è tenuta tra il 23 e il 30 gennaio 2010: 331 eventi con 45 000 spettatori in 10 sale della città di Bari. Cortometraggi, rassegna di film italiani di cortometraggio selezionati, documentari italiani selezionati. Il 5 settembre 2009, presso la Villa degli Autori, al Lido di Venezia si è svolta la conferenza stampa di presentazione della prima edizione in programma.

### Le giurie
La giuria internazionale che ha assegnato la maggior parte dei premi è stata presieduta dalla regista Margarethe von Trotta e composta dal produttore Cedomir Kolar, dal direttore di festival Moritz de Hadeln, dall'attrice Greta Scacchi e dai critici Klaus Eder e Grazyna Torbicka. Una giuria del pubblico composta da 50 spettatori e presieduta dalla produttrice Zeudi Araya, ha attribuito i premi Franco Cristaldi, Vittorio Gassman e Alida Valli. Un'altra giuria del pubblico composta da 30 spettatori e presieduta dalla regista Enrica Fico Antonioni ha attribuito il premio Michelangelo Antonioni. Una terza giuria del pubblico composta da 30 spettatori e presieduta da Gianni Minà ha attribuito il premio Vittorio De Seta.

### Tributi e retrospettive
Nel programma sono stati previsti tributi e retrospettive:
- Francesco Rosi, sono stati proiettati 13 suoi film;
- Elio Petri, sono stati proiettati 7 suoi film;
- Gian Maria Volonté, sono stati proiettati 18 suoi film;
- Tonino Guerra, per festeggiare i 90 anni dello scrittore sono stati proiettati 16 suoi film, molti dei quali compresi nella retrospettiva Rosi;
- Valerio De Paolis, sono stati proiettati 26 suoi film;
- Federico Fellini, dedicato al 90º anniversario della nascita del regista italiano e ai 60 anni del Festival del cinema di Cannes è stato proiettato il film Chacun son cinéma composto da 34 cortometraggi di 3 minuti l'uno, diretti da 36 registi. Inoltre è stato proiettato il film 8½;
- Edoardo Winspeare, sono stati proiettati 7 suoi documentari;
- Cinema e ambiente, sono stati proiettati 8 film e documentari rivolti agli studenti delle scuole medie superiori.

### Le anteprime
Le dieci anteprime della prima edizione del Festival:
- Nine di Rob Marshall - (22 gennaio);
- Amabili resti di Peter Jackson - (23 gennaio);
- I primi due episodi della terza stagione di Boris - (23 gennaio);
- Bright Star di Jane Campion - (24 gennaio);
- C'era una volta la città dei matti... di Marco Turco - (25 gennaio);
- Il profeta di Jacques Audiard - (26 gennaio);
- American Life di Sam Mendes - (27 gennaio);
- An Education di Lone Scherfig - (28 gennaio);
- La bella società di Gian Paolo Cugno - (28 gennaio);
- Cendres et sang di Fanny Ardant - (29 gennaio).

Il premio "Fellini 8 ½" di questa edizione è stato assegnato a Gianni Amelio, Marco Bellocchio, Valerio De Paolis, Citto Maselli, Giuliano Montaldo, Francesco Rosi, Armando Trovajoli e Margarethe von Trotta.

### I premi del 2010[12]
- Premio Franco Cristaldi per il produttore del miglior film a Mario Gianani per il film Vincere di Marco Bellocchio;
- Premio Mario Monicelli per la migliore regia a Marco Bellocchio per il film Vincere;
- Premio Tonino Guerra per il miglior soggetto a Valeria Parrella e Francesca Comencini per il film Lo spazio bianco di Francesca Comencini;
- Premio Suso Cecchi D'Amico per la migliore sceneggiatura a Francesca Archibugi per il film Questione di cuore di Francesca Archibugi;
- Premio Gian Maria Volonté per il miglior attore protagonista a Riccardo Scamarcio per i film L'uomo nero di Sergio Rubini, La prima linea di Renato De Maria e Il grande sogno di Michele Placido;
- Premio Vittorio Gassman per il giovane attore rivelazione a Giulio Beranek per il film Marpiccolo di Alessandro Di Robilant;
- Premio Anna Magnani per la migliore attrice protagonista a Margherita Buy per il film Lo spazio bianco di Francesca Comencini;
- Premio Alida Valli per la giovane attrice rivelazione a Greta Zuccheri Montanari per il film L'uomo che verrà di Giorgio Diritti;
- Premio Ennio Morricone per il miglior compositore delle musiche a Marco Biscarini e Daniele Furlati per il film L'uomo che verrà di Giorgio Diritti;
- Premio Giuseppe Rotunno per il miglior direttore della fotografia a Luca Bigazzi per il film Lo spazio bianco di Francesca Comencini;
- Premio Dante Ferretti per la migliore scenografia a Luca Gobbi per il film L'uomo nero di Sergio Rubini;
- Premio Roberto Perpignani per il miglior montatore a Francesca Calvelli per il film Vincere di Marco Bellocchio;
- Premio Piero Tosi per il miglior costumista a Claudio Cordaro per il film Il grande sogno di Michele Placido;
- Premio Michelangelo Antonioni per il miglior film di cortometraggio a L'altra metà di Pippo Mezzapesa;
- Premio Vittorio De Seta per il miglior documentario a La bocca del lupo di Pietro Marcello;
- Premio Francesco Laudadio per la miglior opera prima a Dieci inverni di Valerio Mieli in ex aequo con Good Morning Aman di Claudio Noce.

## Seconda edizione, 2011
La seconda edizione si è tenuta tra il 22 e il 29 gennaio 2011: 331 eventi con 52 000 spettatori. Il manifesto è un disegno di Marcello Mastroianni, che lo aveva realizzato per un precedente festival diretto da Felice Laudadio a Bari, EuropaCinema, nel 1988.

### Le giurie
La giuria internazionale che ha assegnato la maggior parte dei premi è stata presieduta dal critico francese Jean Roy e composta dallo sceneggiatore tedesco Peter Schneider, dall'attore francese Jean Sorel, dall'attrice britannica Greta Scacchi e dallo stilista francese Emanuel Ungaro. Una giuria del pubblico composta da 50 spettatori e presieduta dalla giornalista svizzera Marie Delphine Bonada, ha attribuito i premi Franco Cristaldi, Alberto Sordi e Alida Valli. Un'altra giuria del pubblico composta da 30 spettatori e presieduta dalla giornalista Maria Pia Fusco ha attribuito il premio Michelangelo Antonioni. Una terza giuria del pubblico composta da 30 spettatori e presieduta dalla documentarista Maite Carpio ha attribuito il premio Vittorio De Seta.

### Tributi e retrospettive
Nel programma sono stati previsti tributi e retrospettive:
- Giuseppe Tornatore, sono stati proiettati 12 suoi film e 4 backstage di suoi film[17];
- Domenico Procacci, sono stati proiettati 32 film da lui prodotti[18];
- Jean Sorel, sono stati proiettati 4 suoi film;
- Carlo Verdone, sono stati proiettati 4 suoi film;
- Fabrizio Gifuni, sono stati proiettati 4 suoi film;
- Claudia Cardinale, sono stati proiettati 4 suoi film;
- Liliana Cavani, sono stati proiettati 4 suoi film;
- Paolo e Vittorio Taviani, sono stati proiettati 4 loro film;
- Nicola Piovani, sono stati proiettati 4 film a cui ha partecipato componendo le colonne sonore;
- Dino De Laurentis, sono stati proiettati 3 film da lui prodotti;
- Suso Cecchi D'Amico, sono stati proiettati 8 film da lei sceneggiati;
- Mario Monicelli, sono stati proiettati 4 suoi film;
- Greta Scacchi, sono stati proiettati 4 suoi film.

### Le anteprime
Le tredici anteprime della seconda edizione del Festival:
- Il discorso del re di Tom Hooper - (22 gennaio);
- Un anno da ricordare di Randall Wallace - (23 gennaio);
- L'ultimo gattopardo: Ritratto di Goffredo Lombardo di Giuseppe Tornatore - (23 gennaio);
- Kolorádó kid di András Vágvölgyi - (24 gennaio);
- Vento di primavera di Roselyne Bosch - (24 gennaio);
- Voice over di Svetoslav Ovtcharov - (25 gennaio);
- Father di Pasquale Squitieri - (25 gennaio);
- Win/Win di Jaap van Heusden - (26 gennaio);
- Il buongiorno del mattino di Roger Michell - (26 gennaio);
- Senna di Asif Kapadia - (27 gennaio);
- London Boulevard di William Monahan - (27 gennaio);
- The Nobel Prize Winner di Timo Veltkamp - (28 gennaio);
- Die schwester (La sorella) di Margarethe von Trotta - (28 gennaio).

Il premio "Fellini 8 ½" di questa edizione è stato assegnato a Giuseppe Tornatore, Carlo Verdone, Fabrizio Gifuni, Claudia Cardinale, Paolo e Vittorio Taviani e Nicola Piovani.

### I premi del 2011[20]
- Premio Franco Cristaldi per il produttore del miglior film a Marta Donzelli e Gregorio Paonessa per il film Le quattro volte di Michelangelo Frammartino:«"Un magnifico ed emozionante cantico alla terra. 4 volte, che possono essere intese banalmente come 4 episodi o 4 stagioni, sono invece la straordinaria rappresentazione dei 4 regni: da quello umano a quello animale, dal vegetale al minerale"»[21];
- Premio Mario Monicelli per la migliore regia a Ferzan Özpetek per il film Mine vaganti;
- Premio Tonino Guerra per il miglior soggetto a Ferzan Özpetek e Ivan Cotroneo per il film Mine vaganti di Ferzan Özpetek;
- Premio Suso Cecchi D'Amico per la migliore sceneggiatura a Ferzan Özpetek e Ivan Cotroneo per il film Mine vaganti di Ferzan Özpetek;
- Premio Vittorio Gassman per il miglior attore protagonista a Elio Germano per il film La nostra vita di Daniele Luchetti;
- Premio Alberto Sordi per il miglior attore non protagonista a Giuseppe Battiston per il film La passione di Carlo Mazzacurati;
- Premio Anna Magnani per la migliore attrice protagonista a Nicole Grimaudo per il film Mine vaganti di Ferzan Özpetek;
- Premio Alida Valli per la migliore attrice non protagonista a Ilaria Occhini per il film Mine vaganti;
- Premio Ennio Morricone per il miglior compositore delle musiche a Carlo Virzì per il film La prima cosa bella di Paolo Virzì;
- Premio Giuseppe Rotunno per il miglior direttore della fotografia a Marco Sgorbati e Gian Paolo Conti per il film Sorelle Mai di Marco Bellocchio;
- Premio Dante Ferretti per la migliore scenografia a Giuliano Pannuti per il film Una sconfinata giovinezza di Pupi Avati;
- Premio Roberto Perpignani per il miglior montatore a Benni Atria e Maurizio Grillo per il film Le quattro volte di Michelangelo Frammartino;
- Premio Piero Tosi per il miglior costumista a Stefania Consaga e Maria Fassari per il film Una sconfinata giovinezza di Pupi Avati;
- Premio Michelangelo Antonioni per il miglior film di cortometraggio a Cose naturali di Germano Maccioni;
- Premio Vittorio De Seta per il miglior documentario a È stato morto un ragazzo di Filippo Vendemmiati;
- Premio Francesco Laudadio per la miglior opera prima a 20 sigarette di Aureliano Amadei.

## Terza edizione, 2012
La terza edizione si è tenuta dal 24 al 31 marzo 2012: 330 eventi con 55 000 spettatori.

### Le giurie
La giuria internazionale che ha assegnato la maggior parte dei premi è stata composta dai critici Klaus Eder, Noura Borsali, Olga Klingenberg, Paulo Portugal e Pablo Utin. Una giuria del pubblico per la sezione Panorama internazionale, composta da 50 spettatori e presieduta da Stefano Bronzini, ha assegnato il Premio Internazionale Bif&st 2012. La giuria della sezione ItaliaFilmFest/Opera prima, composta dai registi Edoardo Winspeare, Alessandro Piva e Maurizio Sciarra, ha assegnato il premio Francesco Laudadio.
Un'altra giuria del pubblico composta da 30 spettatori e presieduta da Maurizio Nichetti ha attribuito il premio Michelangelo Antonioni. Una quinta giuria del pubblico composta da 30 spettatori e presieduta da Gianni Minà ha attribuito il premio Vittorio De Seta.

### Tributi e retrospettive
Nel programma sono stati previsti tributi e retrospettive:
- Tonino Guerra: questa edizione del Festival è stata dedicata allo scrittore romagnolo[24] deceduto pochi giorni prima dell'inizio della manifestazione. In suo ricordo sono state aggiunte al programma le proiezioni di alcuni film da lui sceneggiati, tra i quali Amarcord di Federico Fellini e La polvere del tempo, ultimo film di Theo Angelopoulos[24];
- Vittorio De Seta: tributo per ricordare il regista siciliano deceduto nel novembre 2011. Sono stati proiettati 2 suoi film (Banditi a Orgosolo e Un uomo a metà);
- Carmelo Bene: una manifestazione è stata dedicata all'artista salentino nel decennale della sua scomparsa. Una sala del Multicinema Galleria di Bari gli è stata intitolata per ospitare proiezioni di audiovisivi Rai e della Cineteca Nazionale. Nell'Università di Bari si sono svolti sei incontri dedicati agli interessi dell'artista: cinema, teatro, TV, musica e letteratura[25].

### Le anteprime
Le sette anteprime della terza edizione del Festival:
- Diaz - Don't Clean Up This Blood di Daniele Vicari - (24 marzo);
- Molto forte, incredibilmente vicino di Stephen Daldry - (25 marzo);
- Passioni e desideri (360) di Fernando Meirelles (26 marzo);
- Contraband di Baltasar Kormákur - (27 marzo);
- Titanic 3D di James Cameron - (28 marzo);
- Marigold Hotel di John Madden - (29 marzo);
- Il primo uomo di Gianni Amelio - (30 marzo).

Il premio "Fellini 8 ½" di questa edizione è stato assegnato a Liliana Cavani, Max von Sydow, Richard Borg, Abbas Kiarostami, John Madden e Virna Lisi.

### I premi del 2012[27]
- Premio Franco Cristaldi per il produttore del miglior film a Francesco Bonsembiante per il film Io sono Li di Andrea Segre[28];
- Premio Mario Monicelli per la migliore regia a Emanuele Crialese per il film Terraferma;
- Premio Tonino Guerra per la migliore sceneggiatura a Fabrizio Cattani e Grazia Verasani per il film Maternity Blues di Fabrizio Cattani;
- Premio Vittorio Gassman per il miglior attore protagonista a Michel Piccoli per il film Habemus Papam di Nanni Moretti;
- Premio Anna Magnani per la migliore attrice protagonista a Claudia Pandolfi per il film Quando la notte di Cristina Comencini;
- Premio Ennio Morricone per il miglior compositore delle musiche ad Andrea Morricone per il film L'industriale di Giuliano Montaldo;
- Premio Giuseppe Rotunno per il miglior direttore della fotografia a Luca Bigazzi per i film Io sono Li di Andrea Segre, This Must Be the Place di Paolo Sorrentino e Il gioiellino di Andrea Molaioli;
- Premio Dante Ferretti per la migliore scenografia a Paola Bizzarri per il film Habemus Papam di Nanni Moretti;
- Premio Roberto Perpignani per il miglior montatore a Giogiò Franchini per il film Il gioiellino di Andrea Molaioli;
- Premio Internazionale Bif&st al film Atmen di Karl Markovics (Austria);
- Premio Michelangelo Antonioni per il miglior film di cortometraggio a Cusutu n' Coddu di Giovanni La Pàrola;
- Premio Vittorio De Seta per il miglior documentario a Mare chiuso di Stefano Liberti e Andrea Segre;
- Premio Francesco Laudadio per la miglior opera prima al film La Bâs di Guido Lombardi;
- Menzione speciale al documentario Il Mundial dimenticato di Filippo Macelloni e Lorenzo Garzella[29];
- Menzione speciale al film di cortometraggio Il numero di Sharon di Roberto Gagnor[30].

## Quarta edizione, 2013
La quarta edizione si è tenuta dal 16 al 23 marzo 2013: 400 eventi con 70 000 spettatori.

### Le giurie
La giuria del pubblico per la sezione Panorama internazionale è composta da 50 spettatori e presieduta dal produttore Ulrich Felsberg e attribuisce il Premio Bif&st del pubblico per il miglior film, la migliore attrice e il miglior attore protagonisti. La giuria della sezione ItaliaFilmFest/Documentari è composta da 30 spettatori e presieduta dal regista Pippo Mezzapesa e attribuisce il premio Vittorio De Seta per il regista del miglior film documentario. Infine la giuria della sezione ItaliaFilmFest/Cortometraggi è composta da 30 spettatori e presieduta dal regista Daniele Vicari e attribuisce il premio Michelangelo Antonioni per il regista del miglior film di cortometraggio. La giuria della sezione ItaliaFilmFest/Opere prime e seconde è composta da Francesco Alò e Carlo Di Carlo e presieduta dal critico cinematografico Jean Antoine Gil e attribuisce il premio Francesco Laudadio. Una giuria internazionale presieduta dal critico Michel Ciment assegna il premio Mario Monicelli per la migliore regia.

### Tributi e retrospettive
Nel programma sono stati previsti tributi e retrospettive:
- Federico Fellini: questa edizione del festival è stata dedicata al regista romagnolo in occasione del ventennale della sua morte[33]. Presentato come Festival Federico Fellini ha proposto film, mostre, documentari e colloqui che hanno come protagonista il regista[34];
- Alberto Sordi: in occasione del decennale della scomparsa dell'attore romano, gli è stato dedicato il Festival Alberto Sordi che ha proposto film e documentari[35];
- Dante Ferretti e Francesca Lo Schiavo: tributo con la proiezione di 15 film ai quali hanno partecipato[36];
- Mariangela Melato: tributo per ricordare l'attrice deceduta nel gennaio 2013 con la proiezione di 5 suoi film[37];
- Adriano Celentano: tributo con la proiezione di 9 film interpretati dall'artista milanese[38];
- Bertrand Tavernier: tributo al regista francese con la proiezione di 4 suoi film[39];
- Stephen Frears: tributo al regista inglese con la proiezione di 4 suoi film[40];
- Emidio Greco: tributo al regista deceduto nel dicembre 2012 con la proiezione di 3 suoi film[41];
- Lina Sastri: Performance musicale dell'attrice e cantante napoletana nella serata finale del festival;
- Lina Wertmüller: tributo alla regista romana con la proiezione di 4 suoi film[42];
- Giancarlo Giannini: tributo con la proiezione di 4 film interpretati dall'attore[43].
- Orazio Costa: tributo con laboratori sul "Metodo Orazio Costa" da parte di Roberto Herlitzka, Alessio Boni, Fabrizio Gifuni, Luigi Lo Cascio e Marcello Prayer.

### Le anteprime
Le nove anteprime della quarta edizione del Festival:
- Benvenuto Presidente! di Riccardo Milani - (16 marzo);
- Uomini di parola di Fisher Stevens - (17 marzo);
- Una fragile armonia di Yaron Zilberman - (17 marzo);
- La madre di Andrés Muschietti - (18 marzo);
- El artista y la modelo di Fernando Trueba - (19 marzo);
- Hannah Arendt di Margarethe von Trotta - (19 marzo);
- Mi rifaccio vivo di Sergio Rubini - (20 marzo);
- Stoker di Park Chan-wook - (21 marzo);
- Come un tuono di Derek Cianfrance - (22 marzo).

Il premio "Fellini 8 ½" di questa edizione è stato assegnato a Giancarlo Giannini, Stephen Frears, Barbara Sukowa, Bertrand Tavernier, Dante Ferretti e Francesca Lo Schiavo.

### I premi del 2013[45]
- Premio Franco Cristaldi per il miglior produttore a Domenico Procacci per il film Diaz - Don't Clean Up This Blood;
- Premio Mario Monicelli per il regista del miglior film a Marco Bellocchio per il suo film Bella addormentata;
- Premio Tonino Guerra per la migliore sceneggiatura a Salvatore Mereu per il suo film Bellas mariposas;
- Premio Vittorio Gassman per il miglior attore protagonista a Roberto Herlitzka per il film Il rosso e il blu di Giuseppe Piccioni;
- Premio Anna Magnani per la migliore attrice protagonista a Sara Podda e Maya Mulas per il film Bellas mariposas di Salvatore Mereu;
- Premio Ennio Morricone per il miglior compositore delle musiche a Carlo Crivelli per il film Bella addormentata di Marco Bellocchio;
- Premio Giuseppe Rotunno per il miglior direttore della fotografia a Massimo Foletti per il film Bellas mariposas di Salvatore Mereu;
- Premio Dante Ferretti per la migliore scenografia a Maurizio Sabatini per il film La migliore offerta di Giuseppe Tornatore;
- Premio Roberto Perpignani per il miglior montatore a Francesca Calvelli per il film Bella addormentata di Marco Bellocchio;
- Premio Piero Tosi per il miglior costumista a Francesca Livia Sartori per il film Romanzo di una strage di Marco Tullio Giordana;
- Premio Internazionale al miglior regista a Srdan Golubović per il suo film Krugovi (Circles);
- Premio Internazionale al miglior attore a Vesa-Matti Loiri per il film Road north di Mika Kaurismäki;
- Premio Internazionale alla migliore attrice a Bernadette Lafont per il film Paulette di Jérôme Enrico;
- Premio Michelangelo Antonioni per il miglior film di cortometraggio a Genesi di Donatella Altieri;
- Premio Vittorio De Seta per il miglior regista di documentario a Matteo Bastianelli per The Bosnian Identity;
- Premio Francesco Laudadio per la miglior opera prima e seconda al film Razzabastarda di Alessandro Gassmann;
- Menzione speciale al film di cortometraggio Rumore bianco di Alessandro Porzio[46];
- Menzione speciale a Francesco Cordio per il documentario Lo Stato della follia[47];
- Menzione speciale all'opera prima Nina di Elisa Fuksas[48].

## Quinta edizione, 2014
La quinta edizione si è tenuta dal 5 al 12 aprile 2014: 338 eventi con poco più di 70 000 spettatori.

### Le giurie
La giuria del pubblico per la sezione Panorama internazionale è composta da 30 spettatori e presieduta dallo sceneggiatore Francesco Bruni e attribuisce il Premio Bif&st 2014 al regista per il miglior film. La giuria della sezione ItaliaFilmFest/Documentari è composta da 30 spettatori e presieduta dal critico d'arte Achille Bonito Oliva e attribuisce il premio Vittorio De Seta al regista del miglior film documentario. La giuria della sezione ItaliaFilmFest/Lungometraggi, espressa dal Sindacato Nazionale Critici Cinematografici Italiani (SNCCI), è composta da Valerio Caprara, Paolo D'Agostini, Piera Detassis, Fabio Ferzetti, Anton Giulio Mancino, Paolo Mereghetti, Franco Montini, Sergio Naitza e Silvana Silvestri. La giuria della sezione ItaliaFilmFest/Opere prime e seconde è composta da 30 spettatori e presieduta dal regista Giuliano Montaldo e attribuisce il premio Francesco Laudadio. Infine, per la sezione autonoma Arcipelago, la giuria è composta da 30 spettatori e presieduta dal produttore Nicola Giuliano e attribuisce il premio Michelangelo Antonioni al regista del miglior cortometraggio.

### Tributi e retrospettive
Nel programma sono stati previsti tributi e retrospettive:
- Gian Maria Volonté: in occasione del ventennale della sua scomparsa, gli è stato dedicato il Festival Gian Maria Volonté che ha proposto film e documentari[51];
- Massimo Troisi: tributo con la proiezione del film Morto Troisi, viva Troisi!, per il ventennale della sua scomparsa[52];
- Carlo Mazzacurati: tributo con la proiezione del film La sedia della felicità, diretto dal regista scomparso nel gennaio 2014[53];
- Paolo Sorrentino: tributo con la proiezione di 4 film diretti dal regista napoletano[54];
- Sergio Castellitto: tributo con la proiezione di 4 film interpretati dall'attore romano[55];
- Cristina Comencini: tributo con la proiezione di 4 film diretti dalla regista romana[56];
- Ugo Gregoretti: tributo con la proiezione di 4 film diretti dal regista romano[57];
- Luis Bacalov: tributo con la proiezione di 4 film con le musiche del compositore italiano[58];
- Andrea Camilleri: tributo con la proiezione di documentari, interviste e film relativi allo scrittore siciliano[59];
- Carlo Lizzani: tributo con la proiezione del cortometraggio Il partigiano Carlo. Ricordi resistenti di un maestro del cinema di Roberto Leggio, in ricordo del regista scomparso nel 2013[60].
- Luciano Vincenzoni: tributo con la proiezione del film documentario Il falso bugiardo di Claudio Costa, in ricordo dello sceneggiatore morto nel 2013. Da questa edizione del festival il premio alla miglior sceneggiatura è intitolato a Luciano Vincenzoni.

### Le anteprime
Le otto anteprime della quinta edizione del Festival:
- Noah di Darren Aronofsky - (5 aprile);
- The Grand Budapest Hotel di Wes Anderson - (6 aprile);
- Tutte contro lui di Nick Cassavetes - (7 aprile);
- War Story di Mark Jackson - (8 aprile);
- The Invisible Woman di Ralph Fiennes - (9 aprile);
- L'amour est un crime parfait di Arnaud e Jean-Marie Larrieu - (10 aprile);
- Il centenario che saltò dalla finestra e scomparve di Felix Herngren - (11 aprile);
- Gigolò per caso di John Turturro - (12 aprile).

Il premio "Fellini 8 ½" di questa edizione è stato assegnato a Paolo Sorrentino, Sergio Castellitto, Cristina Comencini, Ugo Gregoretti, Luis Bacalov, Michael Radford e Andrea Camilleri.

### I premi del 2014[62]
- Premio Franco Cristaldi per il miglior produttore a Gianluca Arcopinto per i film L'amministratore di Vincenzo Marra e La mia classe di Daniele Gaglianone;
- Premio Mario Monicelli per il regista del miglior film a Paolo Virzì per il suo film Il capitale umano;
- Premio Tonino Guerra per il miglior soggetto ad Antonio Morabito per il suo film Il venditore di medicine;
- Premio Luciano Vincenzoni per la migliore sceneggiatura a Francesco Bruni, Francesco Piccolo e Paolo Virzì per il film Il capitale umano;
- Premio Vittorio Gassman per il miglior attore protagonista a Fabrizio Gifuni per il film Il capitale umano di Paolo Virzì;
- Premio Anna Magnani per la migliore attrice protagonista a Valeria Golino per il film Come il vento di Marco Simon Puccioni;
- Premio Alberto Sordi per il miglior attore non protagonista a Carlo Buccirosso per il film Song'e Napule dei Manetti Bros.;
- Premio Alida Valli per la migliore attrice non protagonista a Matilde Gioli per il film Il capitale umano di Paolo Virzì;
- Premio Ennio Morricone per le migliori musiche a Pivio e Aldo De Scalzi per il film Song'e Napule dei Manetti Bros.;
- Premio Giuseppe Rotunno per il miglior direttore della fotografia a Gherardo Gossi per il film Come il vento di Marco Simon Puccioni;
- Premio Dante Ferretti per il miglior scenografo a Giancarlo Basili per il film L'intrepido di Gianni Amelio;
- Premio Roberto Perpignani per il miglior montatore a Cecilia Zanuso per il film Il capitale umano di Paolo Virzì;
- Premio Piero Tosi per il miglior costumista a Maria Rita Berbera per il film Anni felici di Daniele Luchetti;
- Premio Internazionale al miglior regista a Zaza Urushadze per il suo film Tangerines;
- Premio Michelangelo Antonioni per il miglior cortometraggio ad America di Alessandro Stevanon;
- Premio Vittorio De Seta per il regista del miglior documentario a Vito Cardaci per L'albero di Giuda;
- Premio Francesco Laudadio per la miglior opera prima e seconda al film La mafia uccide solo d'estate di Pierfrancesco Diliberto;
- Premio Francesco Laudadio per il miglior regista di opera prima e seconda a Paolo Zucca per il suo film L'arbitro;
- Menzione speciale al cortometraggio Gli uraniani di Gianni Gatti[63].

## Sesta edizione, 2015
La sesta edizione si è tenuta dal 21 al 28 marzo 2015: oltre 300 eventi e 73 000 spettatori. È stata dedicata, fra l'altro, a celebrare i 90 anni di vita e di attività della Fédération internationale de la presse cinématographique (FIPRESCI).

### Le giurie
La giuria del pubblico per la sezione Panorama internazionale è composta da 30 spettatori e presieduta dal produttore Valerio De Paolis e attribuisce il Premio Bif&st 2015 al regista per il miglior film. La giuria espressa dal Sindacato Nazionale Critici Cinematografici Italiani (SNCCI), è composta da Franco Montini, Vito Attolini, Paola Casella, Francesco Gallo, Andrea Martini, Cristiana Paternò e Federico Pontiggia, assegna i premi per la categoria ItaliaFilmFest. La giuria della sezione ItaliaFilmFest/Opere prime e seconde è composta da 30 spettatori e presieduta dal critico Jean Gili, direttore del festival del cinema italiano di Annecy e attribuisce il premio Francesco Laudadio.

### Retrospettive e Lezioni di cinema
Nel programma sono stati previsti tributi e retrospettive:
- Fritz Lang: in occasione dei 40 anni dalla sua scomparsa, gli è stato dedicato il Festival Fritz Lang, che ha proposto tutti i suoi film (ad eccezione dei primi due del 1919 andati perduti)[65];
- Francesco Rosi: tributo con la proiezione di film e interviste del regista morto nel 2015[66];
- Nanni Moretti: Lezione di cinema dopo la proiezione del suo film Caro diario;
- Ettore Scola: Lezione di cinema dopo la proiezione del suo film Una giornata particolare;
- Margarethe von Trotta: Lezione di cinema dopo la proiezione del suo film Anni di piombo;
- Alan Parker: Lezione di cinema dopo la proiezione del suo film Fuga di mezzanotte;
- Jean-Jacques Annaud: Lezione di cinema dopo la proiezione del suo film Sette anni in Tibet;
- Costa-Gavras: Lezione di cinema dopo la proiezione del suo film Amen.;
- Andrzej Wajda: Lezione di cinema dopo la proiezione del suo film Katyn;
- Edgar Reitz: Lezione di cinema dopo la proiezione del suo film Heimat.

### Le anteprime a
Le nove anteprime della sesta edizione del Festival:
- Tempo instabile con probabili schiarite di Marco Pontecorvo - (21 marzo);
- Humandroid di Neill Blomkamp - (21 marzo);
- Kurt Cobain: Montage of Heck di Brett Morgen - (21 marzo);
- L'ultimo lupo di Jean-Jacques Annaud - (22 marzo);
- Ex Machina di Alex Garland - (23 marzo);
- Ho ucciso Napoleone di Giorgia Farina - (24 marzo);
- The Gunman di Pierre Morel - (25 marzo);
- Slow West di John Maclean - (26 marzo);
- Die Abhandene Welt di Margarethe von Trotta - (27 marzo);
- Ritorno al Marigold Hotel di John Madden - (28 marzo).

Il premio "Fellini 8 ½" di questa edizione è stato assegnato a Nanni Moretti.
I premi FIPRESCI 90 Platinum Award sono stati assegnati ad Alan Parker, Jean-Jacques Annaud, Costa-Gavras, Ettore Scola, Andrzej Wajda, Edgar Reitz, Margarethe von Trotta e Nanni Moretti.

### I premi del 2015[68]
- Premio Franco Cristaldi - Miglior produttore a Luigi Musini per Anime nere di Francesco Munzi e Torneranno i prati di Ermanno Olmi;
- Premio Mario Monicelli - Regista del miglior film a Francesco Munzi per Anime nere;
- Premio Tonino Guerra - Miglior soggetto ad Marcello Mazzarella per Biagio;
- Premio Luciano Vincenzoni - Migliore sceneggiatura a Edoardo Leo e Marco Bonini per Noi e la Giulia;
- Premio Vittorio Gassman - Miglior attore protagonista a Elio Germano per Il giovane favoloso di Mario Martone;
- Premio Anna Magnani - Migliore attrice protagonista a Alba Rohrwacher per Hungry Hearts di Saverio Costanzo;
- Premio Alberto Sordi - Miglior attore non protagonista a Carlo Buccirosso per Noi e la Giulia dei Edoardo Leo;
- Premio Alida Valli - Migliore attrice non protagonista a Anna Foglietta per Noi e la Giulia di Edoardo Leo;
- Premio Ennio Morricone - Migliori musiche a Paolo Fresu per Torneranno i prati di Ermanno Olmi;
- Premio Giuseppe Rotunno - Miglior direttore della fotografia a Fabio Cianchetti per Hungry Hearts di Saverio Costanzo;
- Premio Dante Ferretti - Miglior scenografo a Giuseppe Pirrotta per Torneranno i prati di Ermanno Olmi;
- Premio Roberto Perpignani - Miglior montatore a Cristiano Travaglioli per Anime nere di Francesco Munzi;
- Premio Piero Tosi - Miglior costumista a Nicoletta Ercole per Incompresa di Asia Argento;
- Premio Internazionale al miglior regista a Louis - Julien Petit per Discount;
- Premio Francesco Laudadio - Miglior opera prima e seconda a Sebastiano Riso per Più buio di mezzanotte;
- Premio Nuovo Imaie - Miglior attore protagonista per la sezione "ItaliaFilmFest / Opere prime e seconde" a Pierfrancesco Favino per Senza nessuna pietà;
- Premio Nuovo Imaie - Miglior attrice protagonista per la sezione "ItaliaFilmFest / Opere prime e seconde" ad Alba Rohrwacher per Vergine giurata;
- Menzione speciale al regista Oles Sanin per Povodyr (The Guide).

## Settima edizione, 2016
La settima edizione si è tenuta dal 2 al 9 aprile 2016: 290 eventi e 75 000 spettatori. È stata dedicata a Marcello Mastroianni, a 20 anni dalla scomparsa, e a Ettore Scola, storico presidente del Festival, morto il 19 gennaio 2016.

### Le giurie
La giuria composta da 30 spettatori e presieduta dal regista Andrea Segre assegna i premi per la categoria ItaliaFilmFest/Opere prime e seconde. La giuria della sezione ItaliaFilmFest/Nuove proposte è composta anch'essa da 30 spettatori e presieduta dalla sceneggiatrice Dana Duma.

### Tributi e retrospettive
Nel programma sono stati previsti tributi e retrospettive:
- Ettore Scola: tributo con la proiezione di 17 contributi video per ricordare il regista morto nel 2016[70];
- Ettore Scola e Marcello Mastroianni "9 ½": tributo con la proiezione dei "9 film e mezzo" diretti da Ettore Scola e interpretati da Marcello Mastroianni[71];
- Marcello Mastroianni: in occasione dei 20 anni dalla sua morte, gli è stato dedicato il Festival Marcello Mastroianni, che ha proposto 25 film da lui interpretati più la proiezioni di altri 12 contributi video[72];
- Armando Trovajoli: tributo con la proiezione di 2 contributi video per ricordare il compositore romano[73];
- Dalton Trumbo: tributo con la proiezione del film E Johnny prese il fucile da lui diretto e sceneggiato e del suo film biografico L'ultima parola - La vera storia di Dalton Trumbo diretto da Jay Roach e del film[74];
- Cecilia Mangini: tributo con una rassegna e mostra fotografica dedicata alla regista di Mola di Bari e la proiezione del suo film In viaggio con Cecilia[75].

### Le anteprime
Le nove anteprime della settima edizione del Festival:
- Zona d'ombra di Peter Landesman - (2 aprile);
- Victor - La storia segreta del dott. Frankenstein di Paul McGuigan - (3 aprile);
- Veloce come il vento di Matteo Rovere - (4 aprile);
- Vieni a vivere a Napoli! di Guido Lombardi, Francesco Prisco ed Edoardo De Angelis - (5 aprile);
- L'uomo che vide l'infinito di Matthew Brown - (6 aprile);
- Taulardes di Audrey Estrougo - (7 aprile);
- Les innocentes di Anne Fontaine - (8 aprile);
- Criminal di Ariel Vromen - (9 aprile).

I premi Federico Fellini per l'eccellenza cinematografica sono stati assegnati a Paolo Virzì, Toni Servillo e Ornella Muti.

### I premi del 2016[77]
- Premio Franco Cristaldi - Miglior produttore a Simone Isola e Paolo Bogna per Non essere cattivo di Claudio Caligari;
- Premio Mario Monicelli - Regista del miglior film a Matteo Garrone per Il racconto dei racconti - Tale of Tales;
- Premio Tonino Guerra - Miglior soggetto a Paolo Genovese per Perfetti sconosciuti;
- Premio Luciano Vincenzoni - Migliore sceneggiatura a Nanni Moretti, Francesco Piccolo e Valia Santella per Mia madre;
- Premio Vittorio Gassman - Miglior attore protagonista a Luca Marinelli per Non essere cattivo di Claudio Caligari;
- Premio Anna Magnani - Migliore attrice protagonista a Valeria Golino per Per amor vostro di Giuseppe M. Gaudino;
- Premio Alberto Sordi - Miglior attore non protagonista a Massimiliano Gallo per Per amor vostro di Giuseppe M. Gaudino;
- Premio Alida Valli - Migliore attrice non protagonista a Sonia Bergamasco per Quo vado? di Gennaro Nunziante;
- Premio Ennio Morricone - Migliori musiche a Epsilon Indi per Per amor vostro di Giuseppe M. Gaudino;
- Premio Giuseppe Rotunno - Miglior direttore della fotografia a Luca Bigazzi per Youth - La giovinezza di Paolo Sorrentino;
- Premio Dante Ferretti - Miglior scenografo a Livia Borgognoni per La stoffa dei sogni di Gianfranco Cabiddu;
- Premio Roberto Perpignani - Miglior montatore a Jacopo Quadri per Fuocoammare di Gianfranco Rosi;
- Premio Piero Tosi - Miglior costumista a Massimo Cantini Parrini per Il racconto dei racconti - Tale of Tales di Matteo Garrone;
- Premio Ettore Scola - Miglior regista per la sezione "Opere prime e seconde" a Gabriele Mainetti per Lo chiamavano Jeeg Robot;
- Premio Gabriele Ferzetti - Miglior attore protagonista per la sezione "Opere prime e seconde" a Giorgio Colangeli per Un posto sicuro di Francesco Ghiaccio;
- Premio Mariangela Melato - Miglior attrice protagonista per la sezione "Opere prime e seconde" a Juliette Binoche per L'attesa di Piero Messina;
- Premio Francesco Laudadio - Miglior regista per la sezione "Nuove proposte" ad Andrea D'Ambrosio per Due euro l'ora;
- Premio Artisti 7670 - Miglior attore protagonista per la sezione "Nuove proposte" ad Andrea Vasone per The plastic cardboard sonata di Enrico Falcone e Piero Persello;
- Premio Artisti 7670 - Miglior attrice protagonista per la sezione "Nuove proposte" a Chiara Baffi per Due euro l'ora di Andrea D'Ambrosio.

## Ottava edizione, 2017
L'ottava edizione si è tenuta dal 22 al 29 aprile 2017. La denominazione di questa edizione è stata Bif&st 8 ½, con riferimento al film di Federico Fellini, ed è stata dedicata a Vittorio Gassman e Dino Risi. Margarethe von Trotta ne è la presidente. Ettore Scola è il presidente onorario.

### Le giurie
La giuria composta da 30 spettatori e presieduta dall'attrice e regista Chiara Caselli assegna i premi per la categoria Panorama internazionale. La giuria stabile del Bif&st composta da 9 critici italiani aderenti al SNCCI (Sindacato nazionale critici cinematografici italiani) attribuisce i premi per la categoria ItaliaFilmFest/Lungometraggi. La giuria del pubblico composta da 30 spettatori selezionati e presieduta da Klaus Eder, segretario generale della Fipresci assegna i premi per la categoria ItaliaFilmFest/Opere prime e seconde.

### Le anteprime
Le nove anteprime dell'ottava edizione del Festival:
- La tenerezza di Gianni Amelio - (22 aprile);
- Miss Sloane - Giochi di potere di John Madden - (23 aprile);
- Codice Unlocked di Michael Apted - (24 aprile);
- Insospettabili sospetti di Zach Braff - (25 aprile);
- Le donne della mia vita di Mike Mills - (26 aprile);
- Scappa - Get Out di Jordan Peele - (27 aprile);
- Le Divan de Staline di Fanny Ardant - (28 aprile);
- Return to Montauk di Volker Schlöndorff - (29 aprile);
- Gifted - Il dono del talento di Marc Webb - (29 aprile).

### Tributi, retrospettive e lezioni di cinema
Nel programma sono stati previsti tributi e retrospettive:
- Vittorio Gassman: gli è stato dedicato il Festival Vittorio Gassman, che ha proposto 24 film da lui interpretati più la proiezioni di altri 18 contributi video[81];
- Vittorio Gassman e Dino Risi: retrospettiva incrociata La storia, la memoria: Festival Gassman-Risi con la proiezione di 12 film diretti da Dino Risi e interpretati da Vittorio Gassman più la proiezione di altri 3 contributi video[82];
- Alessandro Gassman: tributo con la proiezione di 3 film interpretati dall'attore romano che ha tenuto una lezione di cinema[83];
- Andrej Končalovskij: tributo con la proiezione di 3 film diretti dal regista russo che ha tenuto una lezione di cinema[84];
- Greta Scacchi: tributo con la proiezione di 2 film interpretati dall'attrice italiana che ha tenuto una lezione di cinema[85];
- Pupi Avati: tributo con la proiezione di 4 film diretti dal regista bolognese che ha tenuto una lezione di cinema[86];
- Sabrina Ferilli: tributo con la proiezione di 3 film interpretati dall'attrice romana[87];
- Dario Argento: tributo con la proiezione di 2 film diretti dal regista italiano che ha tenuto una lezione di cinema[88];
- Volker Schlöndorff: tributo con la proiezione di 4 film diretti dal regista tedesco che ha tenuto una lezione di cinema[89];
- Fanny Ardant: tributo con la proiezione di 7 film interpretati dall'attrice francese che ha tenuto una lezione di cinema insieme a Margarethe von Trotta[90];
- Jacques Perrin: tributo con la proiezione di 4 film interpretati dall'attore francese più i sei documentari inclusi nella sezione “Cinema e scienza” a lui dedicata. L'attore ha tenuto una lezione di cinema[91];
- Carlo Di Palma: tributo con la proiezione del film-documentario Acqua e zucchero: Carlo Di Palma, i colori della vita di Fariborz Kamkari[92];
- Maria Pia Fusco: tributo con la proiezione di 1 film da lei sceneggiato per ricordare la sceneggiatrice[93];
- Antonio Gramsci: tributo con la proiezione di 4 contributi video in occasione dell'ottantesimo anniversario della morte del politico[94];
- Steno: tributo con la proiezione di 1 film diretto dal regista romano e presentazione dei figli Carlo Vanzina ed Enrico Vanzina del suo libro "Sotto le stelle del '44" pubblicato dal Centro Sperimentale di Cinematografia;
- Nino Rota: tributo Musica negli occhi con diversi estratti di musiche dei suoi film.

I Premi Federico Fellini per l'eccellenza cinematografica sono stati assegnati ad Andrej Končalovskij, Pupi Avati, Sabrina Ferilli, Carlo Vanzina ed Enrico Vanzina, Dario Argento, Volker Schlöndorff e Jacques Perrin.

### I premi del 2017
- Premio Franco Cristaldi - Miglior produttore a Attilio De Razza e Pierpaolo Verga per Indivisibili di Edoardo De Angelis;
- Premio Mario Monicelli - Regista del miglior film a Claudio Giovannesi per Fiore;
- Premio Tonino Guerra - Miglior soggetto a Ficarra e Picone, Edoardo De Angelis, Nicola Guaglianone e Fabrizio Testini per L'ora legale di Ficarra e Picone;
- Premio Luciano Vincenzoni - Migliore sceneggiatura a Francesca Archibugi e Paolo Virzì per La pazza gioia di Paolo Virzì;
- Premio Vittorio Gassman - Miglior attore protagonista a Riccardo Scamarcio per Pericle il nero di Stefano Mordini;
- Premio Anna Magnani - Migliore attrice protagonista a Valeria Bruni Tedeschi per La pazza gioia di Paolo Virzì;
- Premio Alberto Sordi - Miglior attore non protagonista a Francesco Acquaroli per Sole cuore amore di Daniele Vicari;
- Premio Alida Valli - Migliore attrice non protagonista a Barbara Ronchi per Fai bei sogni di Marco Bellocchio;
- Premio Ennio Morricone - Migliori musiche a Enzo Avitabile per Indivisibili di Edoardo De Angelis;
- Premio Giuseppe Rotunno - Miglior direttore della fotografia a Rocco Marra per Falchi di Toni D'Angelo;
- Premio Dante Ferretti - Miglior scenografo a Marco Dentici per Fai bei sogni di Marco Bellocchio;
- Premio Roberto Perpignani - Miglior montatore a Marco Spoletini per Falchi di Toni D'Angelo;
- Premio Piero Tosi - Miglior costumista a Massimo Cantini Parrini per Indivisibili di Edoardo De Angelis;
- Premio Ettore Scola - Miglior regista per la sezione "Opere prime e seconde" a Alessandro Aronadio per Orecchie;
- Premio Gabriele Ferzetti - Miglior attore protagonista per la sezione "Opere prime e seconde" a Luca Marinelli per Il padre d'Italia di Fabio Mollo;
- Premio Mariangela Melato - Miglior attrice protagonista per la sezione "Opere prime e seconde" a Sara Serraiocco per La ragazza del mondo di Marco Danieli;
- Premio Bif&st 8½ International Award per il miglior film per la sezione "Panorama internazionale" a Dev Bhoomi - Land of the Gods di Goran Paskaljevic;
- Premio Bif&st 8½ International Award per il miglior attore protagonista per la sezione "Panorama internazionale" a Leonardo Sbaraglia per El otro hermano di Israel Adrián Caetano;
- Premio Bif&st 8½ International Award per la migliore attrice protagonista per la sezione "Panorama internazionale" a Hera Hilmar per An Ordinary Man di Brad Silberling;
- Premio Bif&st 8½ International Award per l'attore rivelazione del Festival per la sezione "Panorama internazionale" a Andrea Carpenzano per Tutto quello che vuoi di Francesco Bruni.

## Nona edizione, 2018
La nona edizione si è tenuta dal 21 al 28 aprile 2018.
- Premio Federico Fellini Platinum Award for Cinematic Excellence a Bernardo Bertolucci, Vittorio Storaro, Mario Martone, Antonio Albanese, Micaela Ramazzotti e Pierfrancesco Favino.
- Premio Federico Fellini Platinum Award for Artistic Excellence a Pippo Baudo.
- Premio Bif&st International per il miglior regista a Robert Schwentke per il film Der Hauptmann (The Captain).
- Premio Bif&st International per la migliore attrice a Maria Mozhdah per il film Cosa dirà la gente di Iram Haq.
- Premio Bif&st International per il migliore attore a Max Hubacher per il film Der Hauptmann di Robert Schwentke.
- Premio Ettore Scola per il miglior regista a Paola Randi per il film Tito e gli alieni.
- Premio Gabriele Ferzetti per il miglior attore protagonista a Valerio Mastandrea per il film Tito e gli alieni di Paola Randi.
- Premio Mariangela Melato per la miglior attrice protagonista a Valeria Golino e Alba Rohrwacher per il film Figlia mia di Laura Bispuri.
- Premio Nuovo Imaie per il miglior attore rivelazione a Simone Liberati per il film Cuori puri di Roberto De Paolis.
- Premio Nuovo imaie per la miglior attrice rivelazione a Raffaella Giordano per il film L'intrusa di Leonardo Di Costanzo.

## Decima edizione, 2019
In preparazione i contenuti delle edizioni 2019, 2020, 2021, 2022, 2023, 2024